# 伊达尔米丝·加托
伊达尔米丝·加托（西班牙語：Idalmis Gato，1971年8月30日—），古巴前女子排球运动员。她曾代表古巴国家队参加1992年、1996年和2000年夏季奥林匹克运动会排球比赛，三届比赛均收获金牌。